# Intercepcja
Intercepcja – proces zatrzymywania wody opadowej przez szatę roślinną (drzewostan, łan roślin uprawnych) lub obiekty abiotyczne (dachy budynków, drogi). 
Przechwytywanie opadu przez obiekty abiotyczne nazywane jest zwilżaniem. Zjawisko to można przedstawić specyficznie jako zbiornik intercepcji. Zbiornik ten ma swoją objętość - jeśli opad jest mniejszy od zbiornika intercepcji to do powierzchni gleby nie dotrze ani jedna kropla wody. Im więcej roślinności i im więcej pięter zbiorowości roślinnej, tym więcej wody jest zatrzymywane i nie dochodzi do powierzchni gruntu. W lesie bukowym intercepcja stanowi 8-30% opadów, w świerkowym 12-53% a w sosnowym 18-36%.
Wyróżnia się 3 podstawowe piętra zbiornika intercepcji: 1) piętro drzew, 2) piętro krzewów, 3) piętro runa leśnego. Na zapełnienie zbiornika intercepcji przeznaczona jest początkowa część opadu, który zostaje zatrzymany, gdy opad jest długotrwały zbiornik intercepcji traci na znaczeniu i staje się obojętny dla deszczu - nie zatrzymuje już opadu atmosferycznego. Zbiornik intercepcji opróżniany jest wskutek parowania z powierzchni liści i igieł - zjawisko to nosi nazwę strat intercepcji. Zjawisko intercepcji zmniejsza dopływ wody do gleby i zwiększa czas tego dopływu.